# Hafla
Albums de Khaled
Sahra
(1996) 1, 2, 3 Soleils
(1998)
Hafla est un album live du chanteur algérien Khaled, sorti en 1998. Il a été produit par Pierre Paparemborde. Il est composé des temps forts de son Kenza Tour 97 à Confolens en France et à Louvain en Belgique à l'exception du morceau Chebba qui a été enregistré à Bordeaux.

## Liste des titres
| 1.      | Didi            | Khaled                                             | 5:27 |
| 2.      | Sahra           | Khaled                                             | 3:53 |
| 3.      | Aïcha           | Khaled, Jean-Jacques Goldman                       | 5:07 |
| 4.      | Chebba          | Ahmed Zergui, Khaled, Safy Boutella                | 4:54 |
| 5.      | Abdel Kader     | Khaled, Mustapha Kada                              | 4:39 |
| 6.      | Ouelli El Darek | Khaled, I Threes                                   | 4:39 |
| 7.      | N’ssi N’ssi     | Khaled, Mustapha Kada                              | 4:07 |
| 8.      | Lillah          | Khaled                                             | 4:55 |
| 9.      | La Camel        | Cheikha Remitti, Khaled, Safy Boutella             | 5:44 |
| 10.     | Wahrane Wahrane | Khaled                                             | 4:47 |
| 11.     | Ragda           | Khaled                                             | 5:26 |
| 12.     | Walou Walou     | Khaled                                             | 5:45 |
| 13.     | Mauvais Sang    | Khaled                                             | 6:56 |
| 14.     | El Harba        | Khaled, Idir, Mohamed Angar, Mohamed Benhamadouche | 4:36 |
| 1:13:35 |                 |                                                    |      |

## Classements
| Charts                      | Meilleure position |
| --------------------------- | ------------------ |
| Belgique (Flandre Ultratop) | 28                 |
| France (SNEP)               | 29                 |